# 蜀檮杌
《蜀檮杌》一名《外史檮杌》，是一部後蜀史書，北宋張唐英著，凡十卷。
梼杌是指春秋战国楚国史籍名，此借用以述五代前蜀史。《蜀檮杌》仿荀悦《汉记》体例，並以《前蜀开国记》和《后蜀实录》為藍本，記王建、孟知祥事跡頗詳，可补《五代史》所记前后蜀史的不足。原著久佚，明朝時有刊本一卷，清代時拆為二卷。有《函海》、《学海类编》、《艺海珠尘》、《丛书集成初编》等本。1999年王文才、王炎校以天啟七年馮仲昭抄焦竑校本為底本，箋校出版有《蜀檮杌校箋》，該書附勾延庆著《锦里耆旧传》。